# Cyrtandra arguta
Cyrtandra arguta là một loài thực vật có hoa trong họ Tai voi. Loài này được (A.Gray) C.B.Clarke mô tả khoa học đầu tiên năm 1883.